# Liste der Nummer-eins-Hits in Belgien (1994)
Diese Liste enthält alle Nummer-eins-Hits in Belgien (Flandern) im Jahr 1994. Es gab in diesem Jahr 14 Nummer-eins-Singles.
| Singles |
| --- |
| - Bryan Adams – Please Forgive Me - 5 Wochen (11. Dezember 1993 – 14. Januar 1994, insgesamt 7 Wochen) - Meat Loaf – I’d Do Anything for Love (But I Won’t Do That) - 1 Woche (15. Januar – 21. Januar, insgesamt 4 Wochen; siehe 1993) - Bryan Adams – Please Forgive Me - 2 Wochen (22. Januar – 4. Februar, insgesamt 7 Wochen) - Laura Pausini – La solitudine - 8 Wochen (5. Februar – 1. April) - Bruce Springsteen – Streets of Philadelphia - 1 Woche (2. April – 8. April, insgesamt 2 Wochen) - Mariah Carey – Without You - 1 Woche (9. April – 15. April, insgesamt 7 Wochen) - Bruce Springsteen – Streets of Philadelphia - 1 Woche (16. April – 22. April, insgesamt 2 Wochen) - Mariah Carey – Without You - 6 Wochen (23. April – 3. Juni, insgesamt 7 Wochen) - Reel 2 Real & The Mad Stuntman – I Like to Move It - 5 Wochen (4. Juni – 8. Juli) - Crash Test Dummies – Mmm Mmm Mmm Mmm - 3 Wochen (9. Juli – 29. Juli) - Good Shape – Give Me Fire - 3 Wochen (30. Juli – 19. August) - Wet Wet Wet – Love Is All Around - 8 Wochen (20. August – 14. Oktober) - Rednex – Cotton Eye Joe - 3 Wochen (15. Oktober – 4. November, insgesamt 5 Wochen) - Ice MC – It's a Rainy Day - 1 Woche (5. November – 11. November) - Rednex – Cotton Eye Joe - 2 Wochen (12. November – 25. November, insgesamt 5 Wochen) - Good Shape – King of Your Heart - 2 Wochen (26. November – 9. Dezember) - Bon Jovi – Always - 3 Wochen (10. Dezember – 30. Dezember) - Marco Borsato – Dromen zijn bedrog - 1 Woche (31. Dezember 1994 – 6. Januar 1995) |

Siehe auch: Nummer-eins-Hits 1994 in  Australien, Dänemark, Deutschland, Finnland, Frankreich, Irland, Italien, Japan, Kanada, Neuseeland, den Niederlanden, Norwegen, Österreich, Schweden, der Schweiz, Spanien, Ungarn, den Vereinigten Staaten und im Vereinigten Königreich.